# Melissa Etheridge

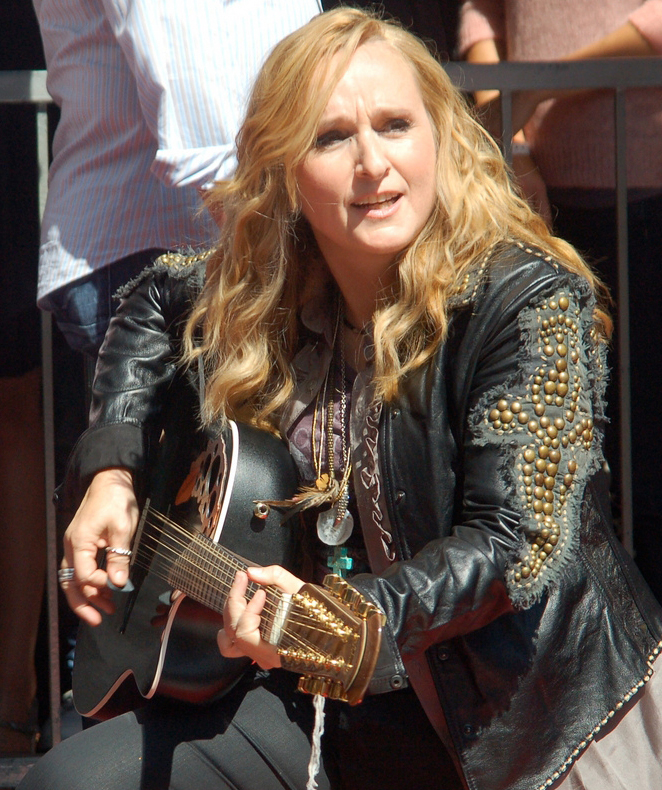
Melissa Etheridge.

Melissa Lou Etheridge (Leavenworth (Kansas), Estados Unidos, 29 de mayo de 1961) es una cantante de rock estadounidense. Ha ganado varios premios Grammy y un Óscar por sus canciones. Estuvo casada con Tammy Lynn Michaels, con la que tiene una hija e hijo mellizos. Contrajo matrimonio con la escritora y productora Linda Wallem en 2014, con quien convive hasta la fecha.

## Carrera
Etheridge grabó nueve álbumes desde que firmó su contrato en 1987. Tres de ellos ganaron el disco multiplatino: "Melissa Etheridge" (1988), "Yes I Am" (1993) y "Your Little Secret" (1995). 
Etheridge ganó el premio a la Mejor Cantante de Rock Femenina en los Grammy dos veces por las canciones "Ain't It Heavy" en 1992 y "Come to My Window" en 1994.
Etheridge es fan de Bruce Springsteen, y ha interpretado algunas de sus canciones como "Thunder Road" y "Born to Run" durante conciertos en vivo.
En octubre de 2004, Melissa Etheridge fue diagnosticada de cáncer de mama. En los Premios Grammy de 2005, volvió al escenario, aunque sin pelo debido a la quimioterapia, y cantó "Piece of My Heart" de Janis Joplin. Etheridge fue aclamada por la canción y considerada como una de las mejores actuaciones de la noche.
Etheridge admitió que usaba marihuana como medicina cuando hacía quimioterapia. Ella dijo que la marihuana le mejoraba el humor y el apetito.
El 10 de septiembre de 2005, Etheridge participó en "ReAct Now: Music & Relax", un telemaratón por la gente afectada por el huracán Katrina. "ReAct Now: Music & Relax", es parte del esfuerzo que hizo MTV, VH1, CMT, para juntar fondos para la Cruz Roja, el Ejército de Salvación y Feeding America. Etheridge hizo una canción para la ocasión que se titula "Four Days". Esta canción acapella incluía imágenes del desastre del huracán Katrina.
El 15 de noviembre del mismo año, Etheridge apareció en el "Tonight Show" para cantar "I Run for Life" que se refiere a su lucha contra el cáncer de mama y su determinación por recuperarse por completo, y diciéndole a las personas que lograron recuperarse y a sus familias que sigan luchando. Y durante cuyo proceso consumió cannabis para aliviar las dificultades del tratamiento, por ejemplo tener nuevamente apetito, según confiesa en documental de History Channel. Después de cantar Jay Leno le dijo "Thanks for being a fighter, kiddo" ("Gracias por ser una luchadora").
El 23 de febrero del 2007, Etheridge recibió un Premio de la academia a la canción original por "I Need To Wake Up", la misma canción que uso Al Gore para su documental Una verdad incómoda. El 25 de febrero del mismo año, ganó un Óscar por la misma canción contra pronóstico, imponiéndose a las tres nominaciones de la película Dreamgirls.
Etheridge es famosa por defender los derechos homosexuales y por declararse lesbiana durante la inauguración de la presidencia de Bill Clinton en 1993.
Etheridge tuvo una relación de diez años con Julie Cypher, con quien tuvo dos hijos, Bailey Jean, nacida en febrero de 1997 y Beckett, nacida en noviembre de 1998, via esperma donado por David Crosby. Cypher hizo público su noviazgo pero en 2000, Cypher empezó a reconsiderar su relación. El 19 de septiembre del mismo año, Etheridge y Cypher anunciaron que se separaban.
En 2001, Etheridge documentó su separación de Cypher y otras experiencias en su libro autobiográfico: "The Truth Is... My Life in Love and Music" (La verdad es... Mi vida en la música y el amor). En el libro dice que sufrió abusos sexuales por parte de su hermana Jennifer a los cinco años y que Julie Cypher mantenía una relación paralela con K.D. Lang.
Después de cortar con Cypher, Etherdige contrajo matrimonio en 2003 con la actriz Tammy Lynn Michaels. En abril de 2006, la pareja anunció que Michaels estaba embarazada de mellizos vía un donador de esperma anónimo. Michaels dio a luz a un niño, Miller Steven, y una niña, Johnnie Rose, el 17 de octubre de 2006.
En octubre de 2005, en honor al Mes del Cáncer de Mama, Etheridge apareció en "Dateline de la NBC" con Michaels para contar sobre su lucha contra el cáncer de mama. Para cuando se hizo la entrevista, el pelo le había crecido de nuevo, y dijo que su esposa la había apoyado mucho durante su enfermedad.
En abril de 2010 Etheridge y Lynn anunciaron su separación, tras nueve años de relación y siete de matrimonio.
En 2014 Etheridge se casó con la actriz Linda Wallem que tiene la misma edad que Etheridge y misma fecha de nacimiento.

## Discografía
- Melissa Etheridge (1988)
- Brave and Crazy (1989)
- Never Enough (1992)
- Yes I Am (1993)
- Your Little Secret (1995)
- Breakdown (1999)
- Skin (2001)
- Lucky (2004)
- Greatest Hits: The Road Less Traveled (2005)
- The Awakening (25 de septiembre de 2007)
- A New Thought For Christmas (30 de septiembre de 2008)
- Fearless Love (2010)
- 4th Street Feeling (2012)
- This is M.E. (2014)
- Memphis Rock and Soul (2016)
- The Medicine Show (2019)
- One Way Out (2021)

## Premios y nominaciones
Premios Óscar
| Año  | Categoría                | Película            | Resultado |
| ---- | ------------------------ | ------------------- | --------- |
| 2007 | Óscar a la mejor canción | Una verdad incómoda | Ganadora  |